# Dialógus békecsoport

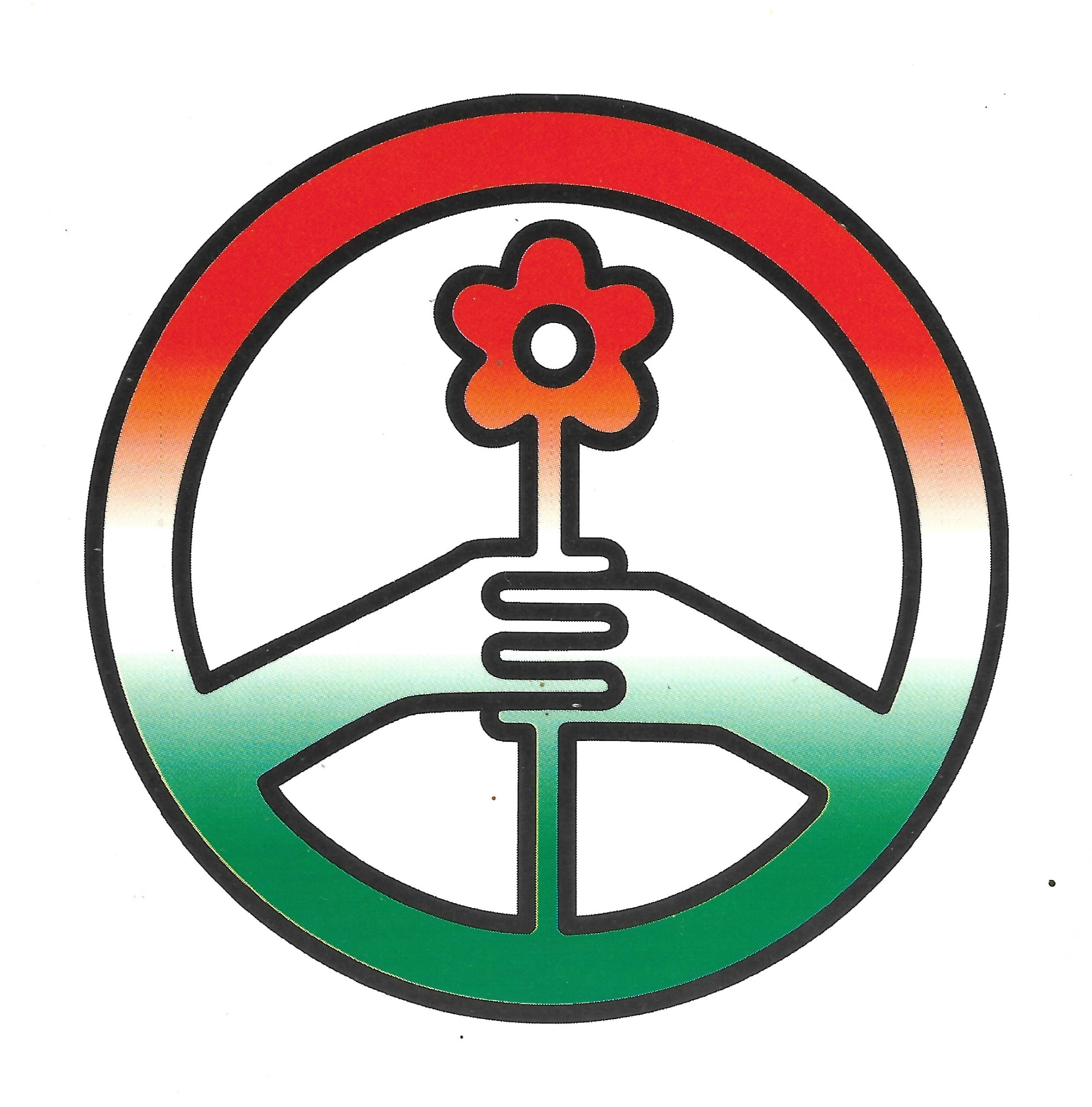
A Dialógus békemozgalom emblémája, Erdély Dániel munkája

A Dialógus békecsoport (vagy Dialógus békemozgalom) a 80-as években alakult független, deklaráltan politikamentes békemozgalom volt, melynek működését a pártállami állambiztonság aktívan ellehetetlenítette.

## Története
A mozgalom 1982. június 26-án indult egyetemisták kezdeményezésére. Békés módszerekkel, nyilvános előadások, beszélgetések, illetve táborok és kirándulások szervezésén keresztül hirdették a békét és leszerelést úgy, hogy nem csak a NATO-országok, de a Szovjetunió és a Varsói Szerződés országainak felelősségéről is beszéltek; ellehetetlenítésükre széles körű állambiztonsági akció indult.
Miután a rendőrség az 1983 júliusi béketáborra érkező több külföldi látogatót letartóztatott és kiutasított az országból, illetve magyar aktivistáknak elkobozták az útlevelét, a tagság úgy döntött, hogy törvényes és nyílt működésük ellenére a létük ellehetetlenült, ezért 1983. július 9-i közgyűlésükön a csoport feloszlatta önmagát.
A tagság legfiatalabb, radikálisabb része nem értette egyet a feloszlással és hamarosan újra szerveződni kezdett, ezúttal már nagyobb hangsúlyt fektetve a köztéri akciókra. 
Az újabb állambiztonsági zaklatások folytán a Dialógus 1984 januárjában szüntette be végleg a működését. Nem szüntette be, soha! Ma is konzultáltunk pl.